# Rickmansworth
Rickmansworth este un oraș în comitatul Hertfordshire, regiunea Eest, Anglia. Orașul se află în districtul Three Rivers a cărui reședință este.